# مسابقات رالی جاده‌ای
مسابقات رالی جاده‌ای (به انگلیسی: Rally Road Racers) یا رالی جاده ابریشم (به انگلیسی: Silk Road Rally) انیمیشنی محصول سال ۲۰۲۳ و به کارگردانی راس ونوکور است. در این فیلم بازیگرانی همچون جیمی او یانگ، جی. کی. سیمونز، کلویی بنت، لیسا لو، شارون هورگان، کاترین تیت، جان کلیز و کری شیل ایفای نقش کرده‌اند.